# Клаудіо Каніджа
Клаудіо Каніджа (ісп. Claudio Caniggia; нар. 9 січня 1967, Ендерсон) — аргентинський футболіст, фланговий півзахисник.

## Клубна кар'єра
Народився 9 січня 1967 року в місті Ендерсон в провінції Буенос-Айрес. Вихованець футбольної школи клубу «Рівер Плейт». Дорослу футбольну кар'єру розпочав 1985 року в основній команді того ж клубу, в якій провів три сезони, взявши участь у 53 матчах чемпіонату. За цей час виборов титул чемпіона Аргентини, став володарем Кубка Лібертадорес та володарем Міжконтинентального кубка.
Згодом, з 1988 по 1995 рік, пребрався до Європи, де грав у складі «Верони», «Аталанти», «Роми» та «Бенфіки». Під час виступів за римський клуб, 21 березня 1993 після домашнього матчу з «Наполі», що завершився з рахунком 1:1, в аналізі проби на допінг у аргентинця були виявлені сліди кокаїну, за що Клаудіо Каніджа був відлучений від футболу на 13 місяців.
Після невдалого вояжу до Європи, повернувся на батьківщину, де 1995 роу підписав контракт з «Бока Хуніорс», заклятим ворогом клубу, в якому він починав свою кар'єру. Тут він грав у зв'язці зі своїм другом Дієго Марадоною. Відіграв за команду з Буенос-Айреса наступні три сезони своєї ігрової кар'єри. Більшість часу, проведеного у складі «Бока Хуніорс», був основним гравцем команди. У складі «Бока Хуніорс» був одним з головних бомбардирів команди, маючи середню результативність на рівні 0,43 голу за гру першості.
Пістя цього Клаудіо знову повертається у Європу, де протягом 1999—2003 років захищав кольори «Аталанти», «Данді» та «Рейнджерса». Крім того, під час виступів за команду з Глазго додав до переліку своїх трофеїв титул чемпіона Шотландії, став дворазовим володарем Кубка Шотландії та дворазовим володарем Кубка шотландської ліги.
Завершив професійну ігрову кар'єру у катарському клубі «Катар СК», за який виступав протягом 2003—2004 років.

## Виступи за збірну
10 червня 1987 року дебютував в офіційних матчах у складі національної збірної Аргентини. Протягом кар'єри у національній команді, яка тривала 16 років, провів у формі головної команди країни 50 матчів, забивши 16 голів. Частково перешкодив футболісту проявити себе в національній команді і конфлікт з тренером Даніелем Пассареллою. Тренер зажадав, щоб всі гравці перед ЧС-1998, заради зміцнення дисципліни, коротко постриглися. І якщо Габрієль Батістута погодився розлучитися зі своєю зачіскою, то Фернандо Редондо і Клаудіо Каніджа відкрито висміяли дивну вимогу Пассарелли і не поїхали на світову першість.
У складі збірної був учасником домашнього Кубка Америки 1987 року, розіграшу Кубка Америки 1989 року у Бразилії, на якому команда здобула бронзові нагороди, чемпіонату світу 1990 року в Італії, де разом з командою здобув «срібло», розіграшу Кубка Америки 1991 року у Чилі, здобувши того року титул континентального чемпіона, розіграшу Кубка Конфедерацій 1992 року у Саудівській Аравії, здобувши того року титул переможця турніру, чемпіонату світу 1994 року у США та чемпіонату світу 2002 року в Японії і Південній Кореї.

## Титули і досягнення
- Чемпіон Аргентини (1):

«Рівер Плейт»: 1985-86
- Чемпіон Шотландії (1):

«Рейнджерс»: 2002-03
- Володар Кубка Шотландії (2):

«Рейнджерс»: 2001-02, 2002-03
- Володар Кубка шотландської ліги (2):

«Рейнджерс»: 2001-02, 2002-03
- Володар Кубка Лібертадорес (1):

«Рівер Плейт»: 1986
- Володар Міжконтинентального кубка (1):

«Рівер Плейт»: 1986
- Володар Кубка наслідного принца Катару (1):

«Катар СК»: 2004
Збірні
- Віце-чемпіон світу: 1990
- Володар Кубка Америки: 1991
- Бронзовий призер Кубка Америки: 1989
- Володар Кубка Конфедерацій: 1992
- Володар Кубка Артеміо Франкі: 1993